# 法的救済
法的救済（ほうてききゅうさい：英語: legal remedy、judicial relief、remedy at law）とは 、何らかの被害を受けた個人などに対し、法の規定に従い個人の被害を回復したり支援することなどを意味する。
リーガルサポートという用法もある。

## 文献
- 澤井裕『公害の私法的救済』一粒社、1969年
- 村上武則,阪本昌成他 『人権の司法的救済』有信堂高文社、1990年12月）ISBN 4-8420-1024-X